# دوروثي روجرز تيلي
دوروثي روجرز تيلي (بالإنجليزية: Dorothy Rogers Tilly)‏ هي ناشِطة أمريكية، ولدت في 30 يونيو 1883، وتوفيت في 16 مارس 1970.